# La maravillosa señora Maisel
La maravillosa señora Maisel (en inglés, The Marvelous Mrs. Maisel) es una serie de televisión estadounidense de drama y comedia ambientada a finales de los años 1950 y comienzos de los 60, creada por Amy Sherman-Palladino y protagonizada por Rachel Brosnahan. Sus productores ejecutivos son el matrimonio formado por Amy Sherman-Palladino y Daniel Palladino. La serie cuenta la historia de un ama de casa en Nueva York que descubre que tiene una habilidad especial para la comedia en vivo. 
El primer episodio se estrenó el 17 de marzo de 2017 como parte de la temporada de pilotos de primavera de Amazon Studios. Recibió la aclamación de la crítica y Amazon amplió la producción hasta 2023, cuando se estrenó la quinta temporada que puso fin a la serie.
Después del buen recibimiento del episodio piloto, Amazon aprobó dos temporadas de la serie. La primera se estrenó el 29 de noviembre de 2017, con críticas favorables y la segunda el 5 de diciembre de 2018. En mayo de 2018, antes de que se emitiera la segunda temporada, se renovó para una tercera. La cuarta temporada se estrenó en febrero de 2022 y ese mismo mes se renovó para la quinta y última, que se estrenó el 14 de abril de 2023.
La serie ha ganado dos Globos de Oro (Mejor serie de televisión - Musical o Comedia y Mejor actriz - Musical o Comedia para Rachel Brosnahan) y recibió tres nominaciones con dos victorias en los Critics' Television Choice Awards (ganó como mejor serie de comedia y mejor actriz de serie de comedia para Brosnahan, mientras que Alex Borstein recibió una nominación a la mejor actriz de reparto en una serie de comedia).
La producción se inspiró en comediantes pioneras como Joan Rivers y Totie Fields e incluye representaciones ficticias de varios comediantes destacados como Lenny Bruce y Bob Newhart.

## Sinopsis
En 1958, Miriam "Midge" Maisel es una joven ama de casa judía estadounidense de clase acomodada que vive en el Upper West Side de Manhattan. Su esposo, Joel Maisel, es un ejecutivo en la compañía de plásticos de su tío. Una vez a la semana, Joel trabaja como comediante en The Gaslight Cafe, copiando material de los cómicos contemporáneos más aclamados. Midge trata dichas actuaciones de su marido como un pasatiempo compartido del matrimonio, sin saber que Joel quiere dedicarse a la comedia como una carrera profesional. 
Después de una actuación particularmente mediocre, Joel proyecta su decepción en Midge y luego la deja por su secretaria, con quien ha tenido una aventura. Al enterarse, el mundo idílico de Midge cambia radicalmente. Decide entonces, proyectar sus frustraciones y sus fracasos personales en forma de monólogos, sin saber que la suerte estaría de su lado, ya que se convertiría, con la ayuda de su amiga y representante, Susie, en una comediante exitosa.

## Elenco y personajes

### Reparto principal
| Leyenda   |            |              |
| Principal | Recurrente | Invitado (a) |

| Actor/Actriz     | Personaje              | Temporadas | Temporadas | Temporadas | Temporadas | Temporadas |
| Actor/Actriz     | Personaje              | 1          | 2          | 3          | 4          | 5          |
| ---------------- | ---------------------- | ---------- | ---------- | ---------- | ---------- | ---------- |
| Rachel Brosnahan | Miriam «Midge» Maisel  | Principal  | Principal  | Principal  | Principal  | Principal  |
| Alex Borstein    | Susie Myerson          | Principal  | Principal  | Principal  | Principal  | Principal  |
| Michael Zegen    | Joel Maisel            | Principal  | Principal  | Principal  | Principal  | Principal  |
| Tony Shalhoub    | Abraham «Abe» Weissman | Principal  | Principal  | Principal  | Principal  | Principal  |
| Marin Hinkle     | Rose Weissman          | Principal  | Principal  | Principal  | Principal  | Principal  |
| Kevin Pollak     | Moishe Maisel          | Recurrente | Principal  | Principal  | Principal  | Principal  |
| Caroline Aaron   | Shirley Maisel         | Recurrente | Recurrente | Principal  | Principal  | Principal  |
| Jane Lynch       | Sophie Lenon           | Invitada   | Recurrente | Principal  | Recurrente | Invitada   |
| Luke Kirby       | Lenny Bruce            | Recurrente | Recurrente | Recurrente | Principal  | Invitado   |
| Reid Scott       | Gordon Ford            |            |            |            | Recurrente | Principal  |
| Jason Ralph      | Mike Carr              |            |            |            | Recurrente | Principal  |
| Alfie Fuller     | Dinah Rutledge         |            |            |            | Recurrente | Principal  |

#### Datos de los personajes principales
- Rachel Brosnahan como Miriam «Midge» Maisel, una ama de casa que descubre su talento para la comedia en vivo.
- Alex Borstein como Susie Myerson, representante artístico de Midge.
- Michael Zegen como Joel Maisel, esposo de Midge.
- Tony Shalhoub como Abraham «Abe» Weissman, padre de Midge.
- Marin Hinkle como Rose Weissman, madre de Midge.
- Kevin Pollak como Moishe Maisel, padre de Joel y director de "Maisel and Roth Garment Compañía"
- Caroline Aaron como  Shirley Maisel, madre de Joel.
- Jane Lynch como Sophie Lenon, exitosa monoliguista y cómica.
- Luke Kirby como Lenny Bruce, famoso cómico.
- Reid Scott como Gordon Ford, presentador de televisión.
- Jason Ralph como Mike Carr, seleccionador de los entrevistados en el Gordon Ford Show.
- Alfie Fuller como Dinah Rutledge, recepcionista de Susie.

### Recurrente
Introducidos en la primera temporada
- Matilda Szydagis como Zelda, la asistenta de los Weissman. (Temporadas 1–5)
- Nunzio y Matteo Pascale como Ethan Maisel, hijo mayor de Midge y Joel.
- Brian Tarantina como Jackie, maestro de ceremonias en "The Gaslight". (Temporadas 1–4)
- Bailey De Young como Imogene Clearly, amiga de Midge. (Temporadas 1–5)
- Joel Johnstone como Archie Clearly, marido de Imogene. (Temporadas 1–5)
- Cynthia Darlow como Mrs. Moskowitz, secretaria de Joel. (Temporadas 1–5)
- Will Brill como Noah Weissman, hermano de Midge. (Temporadas 1–5)
- Justine Lupe como Astrid, mujer de Noah, hermano de Midge. (Temporadas 1–5)
- David Paymer como Harry Drake, exitoso representante de comediantes cuya cliente es Sophie Lenon. (Temporadas 1–4)
- Max Casella como Michael Kessler, abogado de Midge. (Temporadas 1–4)
- Christopher Fitzgerald como Bobby. (Temporadas 1–4)
- Erin Darke como Mary, compañera de trabajo de Midge en B. Altman. (Temporada 1)
- Lilli Stein como Vivian, compañera de trabajo de Midge en B. Altman. (Temporada 1)
- Wakeema Hollis como Harriet, compañera de trabajo de Midge en B. Altman. (Temporada 1)

Introducidos en la segunda temporada
- Emily Bergl como Tessie, hermana de Susie. (Temporadas 2–5)
- Zachary Levi como Dr. Benjamin Ettenberg, médico con quién sale Midge. (Temporada 2)
- Brandon Uranowitz como Buzz Goldberg, director del entretenimiento en el Steiner Mountain Resort. (Temporada 2)
- Nolan Gerard Funk, como Josh, capitán de los socorristas en el Steiner Mountain Resort. (Temporada 2)
- Colby Minifie como Ginger, compañero de trabajo de Midge en el B. Altman. (Temporada 2)
- Teddy Coluca como Manny, trabajador en el Maisel & Roth. (Temporadas 2–4)
- Andrew Polk como Fred. (Temporadas 2–4)

Introducidos en la tercera temporada
- Stephanie Hsu como Mei Lin, gerente  de un antiguo local quién Joel Maisel, compra para abrir su propio bar. (Temporadas 3–4, invitada 5)
- Jason Alexander como Asher Friedman. (Temporadas 3–4)
- Leroy McClain como Shy Baldwin. (Temporada 3, invitado 4)
- Sterling K. Brown como Reggie, mánager de Shy Baldwin. (Temporada 3)
- Liza Weil como Carole Keen, batería en la orquesta de Baldwin. (Temporada 3)
- Cary Elwes como Gavin Hank, coestrella de Sophie Lenon. (Temporada 3)
- Wanda Sykes, como la comediante, Moms Mabley. (Temporada 3)

Introducidos en la cuarta temporada
- Kayli Carter como Gloria, bailarina de burlesque en el The Wolford. (Temporada 4)
- Gideon Glick como Alfie, mago que Susie representa. (Temporada 4–5)
- Santino Fontana como Boise, gerente del club burlesque de Manhattan  llamado The Wolford. (Temporada 4)
- Hari Nef como L. Roy Dunham, periodista que hace críticas acerca de los monólogos de Midge. (Temporada 4)
- Kelly Bishop como Benedetta, líder de un grupo de casamenteras de New York. (Temporada 4–5)
- Jackie Hoffman  como Gitta. (Temporada 4)
- Marceline Hugot como Molly. (Temporada 4)
- Patrice Johnson Chevannes como Miss Em. (Temporada 4)
- Milo Ventimiglia, como un hombre apuesto, Slyvio (Temporada 4–5)
- John Waters como Lazarus. (Temporada 4)
- Scott Cohen como Solomon Melamind. (Temporada 4)

Introducidos en la quinta temporada
- Alexandra Socha como Esther Maisel (adulta)
- Ben Rosenfield como Ethan Maisel (adulto)
- Gibson Frazier como Dr. Elie Klein
- Alexander Gemignani como Janusz, novio de Zelda.
- Nina Arianda como Hetty, mujer de Gordon Ford.
- Peter Friedman como George Tolodando, productor del programa Gordon Ford Show.
- Austin Basis como Alvin, jefe del departamento de guionistas del Gordon Ford Show.
- Josh Grisetti como Ralph, guionista del Gordon Ford Show.
- Lucas Kavner como Cecil, guionista del Gordon Ford Show.
- Michael Cyril Creighton como Mel, guionista del Gordon Ford Show.
- Eddie Kaye Thomas como Adam, guionista del Gordon Ford Show.

## Temporadas
| Temporada | Temporada | Episodios | Episodios | Lanzamiento original   | Lanzamiento original    |
| Temporada | Temporada | Episodios | Episodios | Primera emisión        | Última emisión          |
| --------- | --------- | --------- | --------- | ---------------------- | ----------------------- |
|           | 1         | 8         | 8         | 17 de marzo de 2017    | 29 de noviembre de 2017 |
|           | 2         | 10        | 10        | 5 de diciembre de 2018 | 5 de diciembre de 2018  |
|           | 3         | 8         | 8         | 6 de diciembre de 2019 | 6 de diciembre de 2019  |
|           | 4         | 8         | 8         | 18 de febrero de 2022  | 11 de marzo de 2022     |
|           | 5         | 9         | 9         | 14 de abril de 2023    | 26 de mayo de 2023      |

## Producción

### Desarrollo
Para desarrollar la serie, Amy Sherman-Palladino se inspiró en sus recuerdos de la infancia sobre su padre, un comediante de Nueva York y en su admiración por las primeras mujeres que hicieron comedia, como Joan Rivers y Totie Fields.
En junio de 2016, Amazon encargó la producción de un episodio piloto de serie, cuyo guion escribió Sherman-Palladino, quien también ejerció como productor ejecutivo. El 17 de marzo se estrenó el piloto dentro de la temporada piloto de Amazon Spring 2017. En abril de 2017, Amazon aprobó la producción de dos temporadas de la serie, en la que Sherman-Palladino y Daniel Palladino ejercerían como productores ejecutivos y con Dhana Gilbert como productora. La serie se estrenó el 29 de noviembre de 2017.
En mayo de 2018, antes del estreno de la segunda, Amazon renovó la serie para una tercera temporada de ocho episodios, La segunda temporada se estrenó el 5 de diciembre de 2018. y la tercera el 6 de diciembre de 2019. Una semana después de este lanzamiento Amazon la renovó para una cuarta temporada.
Tras varios retrasos en la producción por la pandemia COVID-19 en Estados Unidos, el 20 de enero de 2021, comenzó el rodaje de la cuarta temporada en la ciudad de Nueva York. La cuarta temporada se estrenó el 18 de febrero de 2022, con dos capítulos semanales.

### Elenco
Rachel Brosnahan fue elegida en agosto de 2016 para el papel principal de la serie. En septiembre de 2016, Tony Shalhoub y Michael Zegen se unieron al elenco principal. El 6 de octubre de 2016, Marin Hinkle fue elegida para uno de los papeles principales del piloto. En mayo de 2017, se confirmó que Joel Johnstone, Caroline Aaron, Kevin Pollak y Bailey De Young iban a aparecer en papeles recurrentes.
El 23 de mayo de 2018, se anunció que en la segunda temporada Zachary Levi aparecería de manera recurrente y el 15 de agosto se informó que Jane Lynch repetiría también su papel de Sophie Lennon de manera recurrente.
El 15 de abril de 2019, se anunció que en la tercera temporada Sterling K. Brown aparecería en un papel no desvelado. El lanzamiento del avance de la temporada reveló que Liza Weil también interpretaría a un personaje no revelado.
Para la cuarta temporada, el 21 de junio de 2021, se anunció que Kayli Carter aparecería forma recurrente. Otras estrellas invitadas de la temporada incluyó a Milo Ventimiglia y Kelly Bishop, que ya habían colaborado en Gilmore Girls, con Amy Sherman-Palladino. También, se reveló la incorporación de Jason Ralph y el cineasta John Waters.
Para la quinta temporada, Reid Scott, Alfie Fuller y Jason Ralph fueron ascendidos a regulares de la serie después de tener papeles recurrentes en la anterior.

### Rodaje
El rodaje del piloto tuvo lugar del 27 de septiembre al 14 de octubre de 2016 en Manhattan.
La cuarta temporada comenzó su rodaje el 20 de enero de 2021 y terminó a principios de julio de 2021. La quinta temporada comenzó a fines de febrero de 2022 en la ciudad de Nueva York.

#### Localizaciones
Las tomas exteriores del Gaslight Club se filmaron en octubre de 2016 en las afueras de la calle 8 y en el St Mark's Place en Lower East Side, que es a su vez, el edificio que aparece en la portada del álbum de 1975 de Led Zeppelin, Physical Graffiti. Según los informes, los residentes del edificio no estaban contentos con la interrupción que causaría la producción.
Otras ubicaciones de Nueva York incluyeron el club de jazz The Village Vanguard en Seventh Avenue South, una tienda de discos antiguos en West 4th Street y una carnicería en Elizabeth Street en Little Italy, también fueron utilizadas para el rodaje de exteriores. Las escenas exteriores ambientadas en los grandes almacenes B. Altman se filmaron en el edificio B. Altman and Company en la Quinta Avenida, mientras que los interiores se filmaron en un banco en desuso en Brooklyn.
Para la segunda temporada, las escenas ambientadas en el centro vacacional de Catskills se filmaron en un lugar vacacional en el lago Oquaga cerca de Deposit. Las escenas de París se filmaron en varios lugares de la vida real en el distrito 2 de París y en el Musée Rodin en el Hôtel Biron. Uno de los hoteles utilizados para el rodaje de la tercera temporada fue el Fontainebleau Miami Beach.

## Recepción

### Respuesta crítica
| Temporada | Temporada | Rotten Tomatoes  | Metacritic      |
| --------- | --------- | ---------------- | --------------- |
|           | 1         | 94% (81 reseñas) | 80 (27 reseñas) |
|           | 2         | 92% (71 reseñas) | 85 (24 reseñas) |
|           | 3         | 79% (52 reseñas) | 75 (19 reseñas) |
|           | 4         | 91% (46 reseñas) | 65 (17 reseñas) |
|           | 5         | 94% (32 reseñas) | 80 (15 reseñas) |

La serie ha sido alabada por la crítica. En Rotten Tomatoes, ha recibido un 90% de aprobación de la crítica mientras que Metacritic, un 76 sobre 100.
Por temporadas, la primera fue aclamada por la crítica. En Rotten Tomatoes, se le otorgó una calificación de aprobación del 94%, basadas en 81 reseñas, con el consenso: <<La poderosa interpretación de Rachel Brosnahan hace que la serie The Marvelous Mrs. Maisel se convierta en unas de las grandes adiciones de Amazon Prime.>> En Metacritic, que usa un promedio ponderado, asignó una puntuación de 80 sobre 100, basada en 27 reseñas, indicando «aclamación universal».
El episodio piloto de la serie se convirtió en el mejor estreno de la plataforma Prime Video con una calificación promedio de espectadores del 4.9 (de 5). La reseña del mismo episodio en la revista The Guardian alababa la combinación de la dinámica de los diálogos de los personajes junto con la gran actuación de Brosnahan; mientras que The A.V. Club elogiaba el diseño de la producción como excelente, citando textualmente: "esta es una serie tan segura como su heroica protagonista; y, ¡qué heroica es ella!"
Otras reseñas las podemos encontrar en periódicos como The Jerusalem Post, donde menciona y alaba la favorecedora representación del "judaísmo" calificando a la serie como: "la delicia cómica del espectáculo, que combina la ingenuidad y talentosa Sherman-Palladino al elaborar diálogos tan geniales con el colorido y rico mundo de la Nueva York de los años cincuenta y la intensidad del drama familiar y los tiempos cambiantes"; o, en las revistas como State, donde menciona como elemento clave la dinámica entre personajes y diálogos, convirtiendo en un excelentísimo trabajo el de su creadora, Sherman-Palladino.
La segunda temporada de la serie, recibió en Rotten Tomatoes, una calificación de aprobación del 92%, con una puntuación media del 8.25 de 10 puntos, basadas en las 71 reseñas. El consenso de la crítica menciona: "Al igual que la propia Midge, The Marvelous Mrs. Maisel, avanza a toda velocidad en una segunda temporada llena de risas, empoderamiento y calidez. Por otro parte, Metacritic, asignó una puntuación del 85 del 100 basado en las 24 reseñas, nombrado el show como <<aclamación internacional>>
La tercera temporada de la serie, por su parte, recibió en Rotten Tomatoes, una calificación de aprobación del 82%, con una puntuación media del 7,69 sobre 10 puntos, basadas en las 50 reseñas. El consenso de la crítica menciona: "Tan visiualmente espectacular como siempre, lleno de ritmo y risas, The Marvelous Mrs. Maisel, aún vuela como la gran furia cómica que es, sin embargo, los comentarios sociales de esta temporada sobrepasan solo la parte superficial del show. Por su parte, Metacritic, asignó una puntuación del 75 de 100 basadas en las 19 reseñas.
En Rotten Tomatoes, la cuarta temporada tiene un índice de aprobación del 82%, con una calificación promedio de 6.8 sobre 10 según 28 reseñas. El consenso crítico del sitio web dice: "Aparentemente, The Marvelous Mrs. Maisel se ha quedado sin material nuevo, pero continúa recompensando a los fanáticos con una entrega experta y una presentación ágil". Metacritic asignó a la temporada una puntuación de 63 sobre 100 según 13 críticos, indicando "críticas generalmente favorables".
La quinta y última temporada de la serie, tiene una índice de aprobación del 94%, con una calificación promedio de 7,3 de 10, basadas en 32 críticas. El agregador web señala: "Todas las buenas comedias deben llegar a un remate final, y The Marvelous Mrs. Maisel lo logra de manera confiable con una quinta temporada que coloca sabiamente las réplicas entre Rachel Brosnahan y Alex Borstein". Metacritic le asignó una puntuación de 80 sobre 100, basadas en 15 reseñas, indicando "críticas generalmente favorables".

### Reconocimientos
| Año  | Premiación                                          | Categoría                                                                           | Nominado(s) | Resultado | Ref.          |
| ---- | --------------------------------------------------- | ----------------------------------------------------------------------------------- | --- | --------- | ------------- |
| 2018 | Premios Globo de Oro                                | Mejor Serie - Comedia o Musical                                                     | The Marvelous Mrs. Maisel | Ganadora  | [ 53 ]        |
| 2018 | Premios Globo de Oro                                | Mejor Actriz - Serie Comedia o Musical                                              | Rachel Brosnahan | Ganadora  | [ 54 ]        |
| 2018 | Premios de la Crítica Televisiva                    | Mejor serie de comedia                                                              | The Marvelous Mrs. Maisel | Ganadora  | [ 55 ]        |
| 2018 | Premios de la Crítica Televisiva                    | Mejor Actriz de Comedia                                                             | Rachel Brosnahan | Ganadora  | [ 55 ]        |
| 2018 | Premios de la Crítica Televisiva                    | Mejor actriz de reparto - Comedia                                                   | Alex Borstein | Nominada  | [ 55 ]        |
| 2018 | Producers Guild of America Awards                   | Productor de Televisión - Comedia                                                   | Amy Sherman‐Palladino, Daniel Palladino, Dhana Rivera Gilbert & Sheila Lawrence                                                                      | Ganadores | [ 56 ]        |
| 2018 | TCA Awards                                          | Reconocimiento individual en Comedia                                                | Rachel Brosnahan | Ganadora  | [ 57 ]        |
| 2018 | Premios Primetime Emmy                              | Mejor serie - Comedia                                                               | The Marvelous Mrs. Maisel | Ganadora  | [ 58 ]        |
| 2018 | Premios Primetime Emmy                              | Mejor actriz principal - Comedia                                                    | Rachel Brosnahan | Ganadora  | [ 58 ]        |
| 2018 | Premios Primetime Emmy                              | Mejor actriz de reparto - Comedia                                                   | Alex Borstein | Ganadora  | [ 58 ]        |
| 2018 | Premios Primetime Emmy                              | Mejor actor de reparto - Comedia                                                    | Tony Shalhoub | Nominado  | [ 58 ]        |
| 2018 | Premios Primetime Emmy                              | Mejor dirección - Comedia                                                           | Amy Sherman-Palladino | Ganadora  | [ 58 ]        |
| 2018 | Premios Primetime Emmy                              | Mejor guion - Comedia                                                               | Amy Sherman-Palladino | Ganadora  | [ 58 ]        |
| 2018 | Premios Primetime Emmy                              | Mejor casting - Comedia                                                             | Meredith Tucker, Jeanie Bacharach & Cindy Tolan | Ganadoras | [ 58 ]        |
| 2018 | Premios Primetime Emmy                              | Mejor supervisor de Música                                                          | Robin Urdang, Amy Sherman-Palladino & Daniel Palladino                                                                                               | Ganadores | [ 58 ]        |
| 2018 | Premios Primetime Emmy                              | Mejor edición Single-Camera para una serie de Comedia                               | Brian A. Kates | Ganador   | [ 58 ]        |
| 2018 | American Film Institute Awards                      | Top 10 TV Programs of the Year                                                      | The Marvelous Mrs. Maisel | Ganadora  | [ 59 ]        |
| 2019 | Premios Globo de Oro                                | Mejor Serie - Comedia o Musical                                                     | The Marvelous Mrs. Maisel | Nominada  | [ 60 ]        |
| 2019 | Premios Globo de Oro                                | Mejor Actriz Protagonista - Comedia                                                 | Rachel Brosnahan | Ganadora  | [ 60 ]        |
| 2019 | Premios Globo de Oro                                | Mejor Actriz de reparto - Comedia                                                   | Alex Borstein | Nominada  | [ 60 ]        |
| 2019 | Premios Dorian                                      | Comedia de Tv del Año                                                               | The Marvelous Mrs. Maisel | Nominada  | [ 61 ]        |
| 2019 | Premios Dorian                                      | Actriz de comedia del año                                                           | Rachel Brosnahan | Nominada  | [ 61 ]        |
| 2019 | Premios de la Crítica Televisiva                    | Mejor serie de Comedia                                                              | The Marvelous Mrs. Maisel | Ganadora  |               |
| 2019 | Premios de la Crítica Televisiva                    | Mejor actriz protagonista de comedia                                                | Rachel Brosnahan | Ganadora  |               |
| 2019 | Premios de la Crítica Televisiva                    | Mejor actor de reparto de comedia                                                   | Tony Shalhoub | Nominado  |               |
| 2019 | Premios de la Crítica Televisiva                    | Mejor actriz de reparto de comedia                                                  | Alex Borstein | Ganadora  |               |
| 2019 | Premios Sindicato de Actores                        | Mejor reparto de una serie de Comedia                                               | Caroline Aaron, Alex Borstein, Rachel Brosnahan, Marin Hinkle, Zachary Levi, Kevin Pollak, Tony Shalhoub, Brian Tarantina & Michael Zegen            | Ganadores | [ 62 ]        |
| 2019 | Premios Sindicato de Actores                        | Mejor actriz protagonista de comedia                                                | Rachel Brosnahan | Ganadora  | [ 62 ]        |
| 2019 | Premios Sindicato de Actores                        | Mejor actor de reparto de comedia                                                   | Tony Shalhoub | Ganador   | [ 62 ]        |
| 2019 | Premios Sindicato de Actores                        | Mejor actriz de reparto de comedia                                                  | Alex Borstein | Nominada  | [ 62 ]        |
| 2019 | TCA Awards                                          | Reconocimiento de una Serie -Comedia                                                | The Marvelous Mrs. Maisel | Nominada  | [ 57 ]        |
| 2019 | Premios Primetime Emmy                              | Mejor serie - Comedia                                                               | The Marvelous Mrs. Maisel | Nominada  | [ 63 ]        |
| 2019 | Premios Primetime Emmy                              | Mejor actriz principal - Comedia                                                    | Rachel Brosnahan | Nominada  | [ 63 ]        |
| 2019 | Premios Primetime Emmy                              | Mejor actriz de reparto - Comedia                                                   | Alex Borstein | Ganadora  | [ 63 ]        |
| 2019 | Premios Primetime Emmy                              | Mejor actriz de reparto - Comedia                                                   | Marin Hinkle | Nominada  | [ 63 ]        |
| 2019 | Premios Primetime Emmy                              | Mejor actor de reparto - Comedia                                                    | Tony Shalhoub | Ganador   | [ 63 ]        |
| 2019 | Premios Primetime Emmy                              | Mejor dirección - Comedia                                                           | Amy Sherman-Palladino | Nominada  | [ 63 ]        |
| 2019 | Premios Primetime Emmy                              | Mejor dirección - Comedia                                                           | Daniel Palladino | Nominado  | [ 63 ]        |
| 2019 | Premios Primetime Emmy                              | Mejor actor invitado - Comedia                                                      | Luke Kirby | Ganador   | [ 63 ]        |
| 2019 | Premios Primetime Emmy                              | Mejor actor invitado - Comedia                                                      | Rufus Sewell | Nominado  | [ 63 ]        |
| 2019 | Premios Primetime Emmy                              | Mejor actriz invitada - Comedia                                                     | Jane Lynch | Ganadora  | [ 63 ]        |
| 2019 | Premios Primetime Emmy                              | Mejor cinematografía por una Single-Camera (1 hora)                                 | M. David Mullen | Ganador   | [ 63 ]        |
| 2019 | Premios Primetime Emmy                              | Mejor supervisor de Música                                                          | Robin Urdang, Amy Sherman-Palladino & Daniel Palladino                                                                                               | Ganadores | [ 63 ]        |
| 2019 | Premios Primetime Emmy                              | Mejor vestuario de época                                                            | Donna Zakowska, Marina Reti & Tim McKelvey | Ganadores | [ 63 ]        |
| 2019 | Premios Primetime Emmy                              | Mejor Peluquería para una serie comedia                                             | Jerry DeCarlo, Jon Jordan, Peg Schierholz, Christine Cantrell & Sabana Majeed                                                                        | Ganadores | [ 63 ]        |
| 2020 | Premios Globo de Oro                                | Mejor Serie - Comedia o Musical                                                     | The Marvelous Mrs. Maisel | Nominada  | [ 64 ]        |
| 2020 | Premios Globo de Oro                                | Mejor Actriz - Serie Comedia o Musical                                              | Rachel Brosnahan | Nominada  | [ 64 ]        |
| 2020 | Premios de la Crítica Televisiva                    | Mejor serie de Comedia                                                              | The Marvelous Mrs. Maisel | Nominada  | [ 65 ]        |
| 2020 | Premios de la Crítica Televisiva                    | Mejor actriz protagonista de comedia                                                | Rachel Brosnahan | Nominada  | [ 65 ]        |
| 2020 | Premios de la Crítica Televisiva                    | Mejor actriz de reparto de comedia                                                  | Alex Borstein | Ganadora  | [ 65 ]        |
| 2020 | Premios Sindicato de Actores                        | Mejor reparto de una serie de Comedia                                               | Caroline Aaron, Alex Borstein, Rachel Brosnahan, Marin Hinkle, Zachary Levi, Kevin Pollak, Tony Shalhoub, Brian Tarantina & Michael Zegen            | Ganadores | [ 66 ]        |
| 2020 | Premios Sindicato de Actores                        | Mejor actriz protagonista de comedia                                                | Rachel Brosnahan | Nominada  | [ 66 ]        |
| 2020 | Premios Sindicato de Actores                        | Mejor actor de reparto de comedia                                                   | Tony Shalhoub | Ganador   | [ 66 ]        |
| 2020 | Premios Sindicato de Actores                        | Mejor actriz de reparto de comedia                                                  | Alex Borstein | Nominada  | [ 66 ]        |
| 2020 | Premios Primetime Emmy                              | Mejor serie - Comedia                                                               | The Marvelous Mrs. Maisel | Nominada  | [ 67 ]        |
| 2020 | Premios Primetime Emmy                              | Mejor actriz principal - Comedia                                                    | Rachel Brosahan | Nominada  | [ 67 ]        |
| 2020 | Premios Primetime Emmy                              | Mejor actriz de reparto - Comedia                                                   | Alex Borstein | Nominada  | [ 67 ]        |
| 2020 | Premios Primetime Emmy                              | Mejor actriz de reparto - Comedia                                                   | Marin Hinkie | Nominada  | [ 67 ]        |
| 2020 | Premios Primetime Emmy                              | Mejor actor de reparto - Comedia                                                    | Tony Shalhoub | Nominado  | [ 67 ]        |
| 2020 | Premios Primetime Emmy                              | Mejor actor de reparto - Comedia                                                    | Sterling K. Brown | Nominado  | [ 67 ]        |
| 2020 | Premios Primetime Emmy                              | Mejor director - Comedia                                                            | Daniel Palladino | Nominado  | [ 67 ]        |
| 2020 | Premios Primetime Emmy                              | Mejor director - Comedia                                                            | Amy Sherman-Palladino | Nominada  | [ 67 ]        |
| 2020 | Premios Primetime Emmy                              | Mejor maquillaje de época (No Prótesico)                                            | Patricia Regan, Claus Lulla, Joseph Campayno, Margot Boccia, Michael Laudati, Tomasina Smith, Roberto Baez & Alberto Machuca                         | Ganadoras | [ 67 ]        |
| 2020 | Premios Primetime Emmy                              | Mejor supervisor/a de música                                                        | Robin Urdang | Ganadora  | [ 67 ]        |
| 2020 | Premios Primetime Emmy                              | Mejor mezcla de sonido en una serie de comedia o drama (Una hora)                   | Mathew Price, Ron Bochar, George A. Lara & David Bolton                                                                                              | Ganadores | [ 67 ]        |
| 2021 | American Society of Cinematographers                | Mejor cinematografía en un episodio de una hora en una serie de televisión          | M. David Mullen (por "It's Comedy or Cabbage") | Nominado  | [ 68 ]        |
| 2021 | Cinema Audio Society Awards                         | Mejor mezcla de sonido para una serie de televisión de una hora                     | Mathew Price, Ron Bochar, Stewart Lerman, David Boulton y George A. Lara (por "A Jewish Girl Walks Into the Apollo...")                              | Ganadores | [ 69 ]        |
| 2022 | Premios Primetime Emmy                              | Mejor serie de comedia                                                              | The Marvelous Mrs. Maisel | Nominada  | [ 70 ]        |
| 2022 | Premios Primetime Emmy                              | Mejor actriz principal en una serie de comedia                                      | Rachel Brosnahan | Nominada  | [ 70 ]        |
| 2022 | Premios Primetime Emmy                              | Mejor actriz de reparto en una serie de comedia                                     | Alex Bornstein | Nominada  | [ 70 ]        |
| 2022 | Premios Primetime Emmy                              | Mejor actor de reparto en una serie de comedia                                      | Tony Shalhoub | Nominado  | [ 70 ]        |
| 2022 | Premios Emmy Primetime Creative Arts                | Mejor cinematografía para una serie de una sola cámara (una hora)                   | M. David Mullen (por "How Do You Get to Carnegie Hall?")                                                                                             | Nominado  | [ 70 ]        |
| 2022 | Premios Emmy Primetime Creative Arts                | Mejor diseño de prooducción para una serie histórica o de fantasía (una hora o más) | Bill Groom, Neil Prince y Ellen Christiansen (por "Maisel vs. Lennon: The Cut Contest" & "How Do You Get to Carnegie Hall?")                         | Nominados | [ 70 ]        |
| 2022 | Premios Emmy Primetime Creative Arts                | Mejor vestuario de época                                                            | Donna Zakowska, Moria Sine Clinton, Ben Philipp, Ginnie Patton, Dan Hicks y Mikita Thompson (por "Maisel vs. Lennon: The Cut Contest")               | Nominados | [ 70 ]        |
| 2022 | Premios Emmy Primetime Creative Arts                | Mejor peluqueía de caracterización o de época                                       | Kimberley Spiteri, Barbara Dally y Daniel Koye (por "How Do You Get to Carnegie Hall?")                                                              | Nominados | [ 70 ]        |
| 2022 | Premios Emmy Primetime Creative Arts                | Mejor maquillaje (no protésico)                                                     | Patricia Regan, Claus Lulla, Margot Boccia, Tomasina Smith, Michael Laudati, Roberto Baez y Alberto Machuca (por "How Do You Get to Carnegie Hall?") | Nominados | [ 70 ]        |
| 2022 | Premios Emmy Primetime Creative Arts                | Mejor canción original y letra                                                      | Thomas Mizer y Curtis Moore (por "How to Chew Quietly and Influence People")                                                                         | Nominados | [ 70 ]        |
| 2022 | Premios Emmy Primetime Creative Arts                | Mejor supervisación de música                                                       | Robin Urdang (por "How Do You Get to Carnegie Hall?")                                                                                                | Nominado  | [ 70 ]        |
| 2022 | Premios ADG a la Excelencia en Diseño de Producción | Mejor Serie de televisión contemporánea de una sola cámara de una hora              | Bill Groom (por "Maisel vs. Lennon: The Cut Contest"; "How Do You Get to Carnegie Hall?")                                                            | Nominado  | [ 71 ]        |
| 2022 | Hollywood Music in Media Awards                     | Mejor canción en programa de TV/ Serie limitada                                     | Thomas Mizer y Curtis Moore (por "Maybe Monica") | Ganador   | [ 72 ]        |
| 2022 | Premios AACTA International                         | Mejor serie de comedia                                                              | The Marvelous Mrs. Maisel | Nominada  | [ 73 ]        |
| 2022 | American Society of Cinematographers                | Mejor cinematografía en un episodio de una hora en una serie de televisión          | M. David Mullen (por "How Do You Get to Carnegie Hall?")                                                                                             | Ganador   | [ 74 ]        |
| 2022 | American Society of Cinematographers                | Mejor cinematografía en un episodio de una hora en una serie de televisión          | Alex Nepomniaschy (por "Everything is Bellmore") | Nominado  | [ 74 ]        |
| 2022 | Premios del Sindicato de Diseño de Vestuario        | Excelencia en Televisión de Época                                                   | Donna Zakowska (por "Maisel vs. Lennon: The Cut Contest")                                                                                            | Nominada  | [ 75 ]        |
| 2022 | Premios del Sindicato de Directores                 | Mejor dirección de televisión - comedia                                             | Amy Sherman Palladino (por "How Do You Get to Carnegie Hall?")                                                                                       | Nominada  | [ 76 ]        |
| 2023 | Premios Primetime Emmy                              | Mejor serie de comedia                                                              | The Marvelous Mrs. Maisel | Nominada  | [ 77 ]        |
| 2023 | Premios Primetime Emmy                              | Mejor actriz principal en una serie de comedia                                      | Rachel Brosnahan | Nominada  | [ 77 ]        |
| 2023 | Premios Primetime Emmy                              | Mejor actriz de reparto en una serie de comedia                                     | Alex Bornstein | Nominada  | [ 77 ]        |
| 2023 | Premios Primetime Emmy                              | Mejor dirección - Serie de comedia                                                  | Amy Sherman-Palladino (por "Four Minutes") | Nominada  | [ 77 ]        |
| 2023 | Premios Emmy Primetime Creative Arts                | Mejor actor invitado en una serie de comedia                                        | Luke Kirby | Nominado  | [ 77 ]        |
| 2023 | Premios Emmy Primetime Creative Arts                | Mejor diseño de producción para una serie histórica o de fantasía (una hora o más)  | Bill Groom, Neil Prince y Ellen Christiansen (por "Susan")                                                                                           | Nominado  | [ 77 ]        |
| 2023 | Premios Emmy Primetime Creative Arts                | Mejor cinematografía para una serie de una sola cámara (una hora)                   | M. David Mullen (por "Four Minutes") | Ganador   | [ 77 ]        |
| 2023 | Premios Emmy Primetime Creative Arts                | Mejor coreografía para un programa guionizado                                       | Marguerite Derricks (por "Trash Man" y "Dream Kitchen")                                                                                              | Nominado  | [ 77 ]        |
| 2023 | Premios Emmy Primetime Creative Arts                | Mejor vestuario de época                                                            | Donna Zakowska, Moria Sine Clinton, Ben Philipp, Ginnie Patton, Dan Hicks y Mikita Thompson (por "Susan")                                            | Nominado  | [ 77 ]        |
| 2023 | Premios Emmy Primetime Creative Arts                | Mejor peluqueía de caracterización o de época                                       | Kimberley Spiteri, Diana Sikes, Valerie Gladstone, Emily Rosko, Barbara Dally y Daniel Koye (por "A House Full of Extremely Lame Horses")            | Nominado  | [ 77 ]        |
| 2023 | Premios Emmy Primetime Creative Arts                | Mejor maquillaje (no protésico)                                                     | Patricia Regan, Claus Lulla, Joseph A. Campayno, Michael Laudati, Tomasina Smith y Roberto Baez (por "Susan")                                        | Ganador   | [ 77 ]        |
| 2023 | Premios Emmy Primetime Creative Arts                | Mejor canción original y letra                                                      | "Your Personal Trash Man Can" de Curtis Moore y Thomas Mizer (por "Susan")                                                                           | Nominado  | [ 77 ]        |
| 2023 | Premios Emmy Primetime Creative Arts                | Mejor supervisación de música                                                       | Robin Urdang (por "Four Minutes") | Nominado  | [ 77 ]        |
| 2023 | Premios Emmy Primetime Creative Arts                | Mejor mezcla de sonido para una serie de comedia o drama (una hora)                 | Ron Bochar, Mathew Price, Stewart Lerman y George A. Lara (por "The Testi-Roastia")                                                                  | Nominado  | [ 77 ]        |
| 2023 | Premios de la Asociación de Críticos de Hollywood   | Mejor serie de streaming, comedia                                                   | The Marvelous Mrs. Maisel | Ganadora  | [ 78 ] [ 79 ] |
| 2023 | Premios de la Asociación de Críticos de Hollywood   | Mejor actriz en una serie de streaming, Comedia                                     | Rachel Brosnahan | Ganadora  | [ 78 ] [ 79 ] |
| 2023 | Premios de la Asociación de Críticos de Hollywood   | Mejor actriz de reparto en una serie de streaming, Comedia                          | Alex Bornstein | Nominada  | [ 78 ] [ 79 ] |
| 2023 | Premios de la Asociación de Críticos de Hollywood   | Mejor actor de reparto en una serie de streaming, Comedia                           | Tony Shalhoub | Nominado  | [ 78 ] [ 79 ] |
| 2023 | Premios de la Asociación de Críticos de Hollywood   | Mejor dirección en una serie de streaming, Comedia                                  | Amy Sherman-Palladino (por "Four Minutes") | Nominada  | [ 78 ] [ 79 ] |
| 2023 | Premios de la Asociación de Críticos de Hollywood   | Mejor guion en una serie de streaming, Comedia                                      | Amy Sherman-Palladino (por "Four Minutes") | Nominada  | [ 78 ] [ 79 ] |
| 2024 | Premios de la Crítica Televisiva                    | Mejor serie de Comedia                                                              | The Marvelous Mrs. Maisel | Nominada  | [ 80 ]        |
| 2024 | Premios de la Crítica Televisiva                    | Mejor actriz protagonista de comedia                                                | Rachel Brosnahan | Nominada  | [ 80 ]        |
| 2024 | Premios de la Crítica Televisiva                    | Mejor actriz de reparto de comedia                                                  | Alex Borstein | Nominada  | [ 80 ]        |
| 2024 | Premios Globo de Oro                                | Mejor Actriz Protagonista - Comedia                                                 | Rachel Brosnahan | Nominada  | [ 81 ]        |
| 2024 | Premios Sindicato de Actores                        | Mejor actriz de televisión - Comedia                                                | Alex Borstein | Nominada  | [ 82 ]        |
| 2024 | Premios Sindicato de Actores                        | Mejor actriz de televisión - Comedia                                                | Rachel Brosnahan | Nominada  | [ 82 ]        |
| 2024 | Premios Internacionales AACTA                       | Mejor serie de comedia                                                              | The Marvelous Mrs. Maisel | Pendiente | [ 83 ]        |
| 2024 | Premios Satellite                                   | Mejor actriz de comedia o musical en una serie de televisión                        | Rachel Brosnahan | Pendiente | [ 84 ]        |